# Teo Barišić
Teo Barišić, nach französischer Schreibweise Téo Barisic (* 30. September 2004 in Viriat) ist ein kroatisch-französischer Fußballspieler, der aktuell bei Olympique Lyon in der Ligue 1 unter Vertrag steht.

## Karriere

### Verein
Barišić spielte bis 2023 in der Jugend von Olympique Lyon. In der Saison 2020/21 spielte er bereits dreimal für die B-Junioren im Championnat National U17. 2021/22 spielte er hauptsächlich für die U19-Mannschaft, mit denen er französischer Juniorenpokalsieger wurde und daraufhin auch schon im viertklassigen Zweitteam Lyons eingesetzt wurde. In der Spielzeit 2022/23 spielte er bereits überwiegend für die Zweitvertretung des Vereins und kam nur noch nebenbei bei den A-Junioren zu wenigen Einsätzen. Daraufhin spielte er 2023/24 19 Mal und für das Reserveteam, mittlerweile im National 3. Zur Saison 2024/25 wurde Barišić zum Kapitän der Mannschaft und stand neben vielen Partien schon im Viertelfinalrückspiel der UEFA Europa League gegen Manchester United im Kader. Am letzten Spieltag der Saison wurde er bei einem 2:0-Sieg über den SCO Angers in der Ligue 1 eingewechselt und gab somit sein Profidebüt. Damit wurde er der 600. Spieler, der in Lyons Vereinsgeschichte jemals eingesetzt wurde.

### Nationalmannschaft
Barišić kam im Juni 2022 zu einem Einsatz für die kroatische U18-Nationalmannschaft.

## Erfolge
Verein
- Französischer U19-Pokalsieger: 2022